# Selena (colonna sonora)
Selena (Selena: The Original Motion Picture Soundtrack) è un album discografico di colonna sonora della cantante statunitense Selena, pubblicato nel 1997. Il disco fa da colonna sonora al film Selena, interpretato da Jennifer Lopez, e include alcuni brani inediti della cantante deceduta nel 1995.

## Tracce
1. Disco Medley, Part 1 (I Will Survive/Funkytown) – 3:43
2. Where Did the Feeling Go? – 3:45
3. Disco Medley, Part 2 (Last Dance/The Hustle/On the Radio) – 4:14
4. Is It the Beat? – 4:10
5. Only Love – 4:13
6. Oldies Medley (Blue Moon/We Belong Together) (by Vidal Brothers) – 4:51
7. Dreaming of You – 5:15
8. A Boy Like That – 5:54
9. I Could Fall in Love – 4:41
10. Cumbia Medley (Como la flor/La Carcacha/Bidi bidi bom bom/Baila esta cumbia) – 8:39
11. Viviras Selena (by Pete Astudillo) – 5:04
12. One More Time (by Lil Ray) – 3:45